# Charles Richet
Charles Robert Richet (Pariz, 25. srpnja 1850. – Pariz, 4. prosinca 1935.), francuski fiziolog, dobitnik Nobelove nagrade 1913. godine.

## Životopis
1877. g. postao je liječnik na Sveučilištu u Parizu. 1887. g. postao je profesor fiziologije na Collège de France. 1898. g. primljen je u Académie de Médecine. Iako se bavio istraživanjima raznih područja kao što su neurokemija, probava, disanje i termoregulacija u homeotermnih životinja, Nobelovu nagradu donio mu je rad na anafilaski. Naziv anafilaksa je također njegova zasluga. Njegovo istraživanje omogućilo je objašnjenje nekih bolesti (npr. astma) i pomoglo je u razjašnjavanju mnogih nepoznatih uzroka smrti.
1914. g. primljen je u Académie des Sciences.
Charles Robert Richet bio je vrlo svestran i pisao je knjige o raznim temama kao što su: povijest, sociologija, filozofija i psihologija. Također je pisao i poeziju i kazališna djela. Bio je pionir letenja. Bavio se i hipnozom te imao posebno zanimanje za okultno. Skovao je termin "metafizika" i pod stare dane bavio se paraznanstvenim temama.

## Vanjske poveznice
- Kratka biografija i bibliografija u Virtualnom laboratoriju u Max Planck Institutu za povijest znanosti
- Charles Robert Richet fotografija
- Charles Richet autobiografija